# Rajko Žižić
Mall:Fler Källor
Rajko Žižić, född 22 januari 1955 i Nikšić, dåvarande Jugoslavien och död 7 augusti 2003, var en jugoslavisk basketspelare som tog OS-guld 1980 i Moskva. Detta var Jugoslaviens första guld i herrbasket vid olympiska sommarspelen. Han var även med då Jugoslavien tog OS-brons 1984 i Los Angeles och tog OS-silver 1976 i Montréal.

## Klubbhistorik
- 1970–1971 Sutjeska
- 1971–1981 OKK Belgrade
- 1981–1984 KK Crvena zvezda
- 1984–1986 CAUFA Reims
- 1986–1987 KK Crvena zvezda
- 1987–1988 Biklim Rimini